# San Martino (Stella)
San Martino è una frazione di 809 abitanti del comune di Stella, in provincia di Savona, insieme a San Giovanni, San Bernardo, Santa Giustina e Gameragna.

## Geografia fisica
Il territorio di San Martino, da cui deriva l'identificazione della frazione, fu stabilito solo nel XVI secolo con la creazione della altre 4 parrocchie di Stella e comprende le località di Teglia, Mezzano, Verne e naturalmente la zona di San Martino in senso stretto, ossia il centro, dove si trova la parrocchiale.

## Storia
La zona è ritenuta il primitivo nucleo di Stella, sia per il fatto che la chiesa ivi presente è stata fino al 1567 l'unica parrocchia del comprensorio, sia perché qui si incrociano le strade provenienti da Albisola, Celle Ligure, Varazze, Alpicella e Giovo Ligure, sia per l'assononza Steja-Teja (Stella-Teglia in ligure) e a loro volta le versioni più arcaiche di tali nomi, ossia Stejra e Tejra, con il nome del torrente Teiro che da qui scorre verso Varazze.
La frazione è stata fino alla fine del XVIII secolo la più ricca del territorio comunale, anche grazie al clima mite e protetto dai venti che favoriva da sempre la coltivazione. Fu per un alcuni anni in epoca napoleonica, insieme a Gameragna, comune autonomo separato dalle altre Stelle. Tra la fine del XIX secolo e i primi del Novecento sorsero numerose villette per villeggianti genovesi, molte delle quali vivacemte dipinte. Su diverse facciate si possono anche notare esempi di orologi solari (meridiane).

## Monumenti e luoghi d'interesse
- La parrocchiale in centro paese.
- Chiesetta di San Pietro in località Teglia
- Torre del Mezzano. Risalente almeno al XIV secolo, si trova in località Mezzano
- Monumento ai caduti. Realizzato in un unico blocco di marmo, si trova su un piazzale panoramico in centro paese.
- Prati del Polzemola, raggiungibili lungo l'antica strada che collegava San Martino al Giovo Ligure. Da qui si può godere di uno stupendo panorama sulla costa ligure. Nelle vicinanze si trova anche il Parco Eolico Cinque Stelle

### Feste, fiere e sagre
- Festa di San Pietro in località  Teglia, 29 giugno (se domenica) o 1ª domenica successiva.
- Festa dell'agricoltura, in località  Teglia, domenica successiva alla festa di san Pietro.

Festa patronale di san Martino, 11 novembre o domenica seguente.

## Infrastrutture e trasporti
La frazione è servita dalla strada provinciale 542. È raggiungibile altresì dal casello autostradale di Albisola dell'Autostrada dei fiori, da cui dista circa 8 km.